# Dundee (Minnesota)
Dundee es una ciudad ubicada en el condado de Nobles en el estado estadounidense de Minnesota. En el Censo de 2010 tenía una población de 68 habitantes y una densidad poblacional de 84,97 personas por km².

## Geografía
Dundee se encuentra ubicada en las coordenadas 43°50′39″N 95°28′0″O / 43.84417, -95.46667. Según la Oficina del Censo de los Estados Unidos, Dundee tiene una superficie total de 0.8 km², de la cual 0.8 km² corresponden a tierra firme y (0%) 0 km² es agua.

## Demografía
Según el censo de 2010, había 68 personas residiendo en Dundee. La densidad de población era de 84,97 hab./km². De los 68 habitantes, Dundee estaba compuesto por el 100% blancos, el 0% eran afroamericanos, el 0% eran amerindios, el 0% eran asiáticos, el 0% eran isleños del Pacífico, el 0% eran de otras razas y el 0% pertenecían a dos o más razas. Del total de la población el 0% eran hispanos o latinos de cualquier raza.